# Dzmitryj Kaldun
Dzmitryj Aljaksandravič Kaldun (in bielorusso Дзмітрый Аляксандравіч Калдун?; Minsk, 11 giugno 1985) è un cantante bielorusso.
Nel 2007 vince la competizione nazionale Eurofest che lo qualifica all'Eurofestival con la canzone Work Your Magic arrivando in finale e finendo al sesto posto, miglior risultato di sempre per la repubblica; curiosamente il suo cognome in bielorusso significhi "mago".
Ha inciso 5 album.

## Discografia
- 2007 – Work Your Magic
- 2008 – Ja ne bolšebnik
- 2012 – Nočnoj pilot
- 2013 – Gorod bol'šich ognej
- 2015 – Maneken